# Ostedijk
Ostedijk (pronunciado ostedèic) es el nombre antiguo de un carguero que, con una carga de 6.000 toneladas de fertilizantes NPK 15-15-15-C, comenzó a expulsar gas irritantes frente a la costa septentrional de Galicia, en febrero de 2007. Estos gases se produjeron por un calentamiento impropio de la carga.
El buque, entonces bajo pabellón neerlandés, cubría una ruta entre Porsgrunn (Noruega) y Valencia (España).

## Historia

### Cronología del incidente de 2007
- El 17 de febrero, a las 2:30 a. m., el buque realiza una llamada de auxilio a unas 50 millas al norte de La Coruña.
- El buque es remolcado, se subsanan los problemas y a las 22:30 recibe la autorización para continuar rumbo a Valencia con la escolta del remolcador Don Inda.
- El 18 de febrero el carguero vuelve a tener problemas, y lanza una segunda llamada de auxilio a las 11:30, a unas 34 millas al noroeste de Cabo Vilán.[1]
- Cuatro tripulantes de nacionalidad filipina fueron evacuados como consecuencia de la inhalación continuada de dichos gases.[2]
- Un remolcador lo lleva en paralelo a la costa en dirección oeste, hasta situarlo a unas 14 millas al norte de Vivero.[1]
- Las autoridades españolas deciden enfriar la carga de fertilizantes y trasvasarla para otro buque, si bien no se decide en un primer momento si esas operaciones se realizarán en un puerto o en alta mar. Finalmente la decisión del Ministerio de Fomento es la de realizar estas operaciones en alta mar, a unas 13 millas al este de Estaca de Bares.
- El 23 de febrero las autoridades consideran que la carga ya está suficientemente enfriada. Revisan el buque y entienden que su estructura no está dañada y que puede continuar su viaje en unos días.
- El 28 de febrero abandona la costa gallega, pero ante la imposibilidad de continuar su ruta cara a Valencia, decidió ir a Bilbao para descargar la mercancía.[3]

### Después del incidente
El 15 de febrero de 2022 el Dakota, bajo bandera maltesa, colisionó con otro buque en el puerto de Figueira da Foz sin daños graves.